# 미디어GX
미디어GX(MediaGX) CPU는 사이릭스가 설계하고 두 회사가 합병한 후 내셔널 세미컨덕터가 제조한 X86 호환 프로세서이다. 1997년에 출시되었다. 이 코어는 사이릭스 Cx5x86 CPU 코어와 비디오 및 오디오 출력(XpressRAM, XpressGRAPHICS, XpressAUDIO)을 처리하는 하드웨어의 통합을 기반으로 한다. 내셔널 세미컨덕터가 사이릭스를 인수한 후 비아 테크놀로지스에 사이릭스 이름 및 상표권을 판매하면서 이 코어는 내셔널 세미컨덕터에 의해 지오드 프로세서 라인으로 개발되었고, 이는 이후 AMD에 매각되었다.
이 프로세서가 x86 프로세서의 4세대인지 5세대인지 여부는 논란의 여지가 있을 수 있는데, 이 프로세서는 5x86( 사이릭스 6x86의 축소판)을 기반으로 했기 때문이다. 5x86은 인텔의 펜티엄 라인(5세대 X86)과 경쟁하기 위한 것이었지만, 4세대(80486) 마더보드와 인터페이스하도록 설계되었고 486의 명령어 집합만 가지고 있었으며 펜티엄의 새로운 명령어를 요구하는 소프트웨어를 실행할 수 없었다.
미디어GX CPU는 주로 소형 노트북에 사용되었다. 또한 CTX 이지북 V92C266, 컴팩 프레사리오 1220 및 1230 노트북, 컴팩 프레사리오 2100 및 2200 데스크톱, 카시오 카시오페아 피바 MPC-100 시리즈 서브노트북 및 MPC-501 태블릿 PC 등 다양한 제품에 사용되었으며, 핀볼 2000 아케이드 핀볼 시스템 및 아타리 게임즈 아케이드 플랫폼과 같은 고성능 임베디드 애플리케이션에도 사용되었다. 썬 마이크로시스템즈는 도버 자바스테이션에 미디어GXm을 사용했다.

## 역사
미디어GX는 1997년 2월 20일에 출시되었다. 컴팩은 프레사리오 2000과 같은 일부 컴퓨터에 이 칩을 사용할 예정이었으며, 999달러에 판매되었다. 이는 사이릭스와 컴팩 간의 파트너십 때문이었다. 미디어GX는 처음에는 120MHz 및 133MHz 속도로 제공되었으며 가격은 79달러와 99달러였다.
메딕스GX의 150MHz 버전은 1997년 6월에 출시되었다. 이 칩 버전은 프레사리오 2120에 사용될 예정이었다. 150MHz 칩은 대량 구매 시 개당 99달러였으며, 133MHz 및 120MHz는 88달러와 60달러였다.

## 가상 서브시스템 아키텍처
가상 서브시스템 아키텍처(VSA)는 실제 하드웨어 VGA (XpressGRAPHICS) 및 사운드 블라스터 (XpressAUDIO)의 존재를 에뮬레이션한다. 하드웨어 리소스에 대한 접근은 BIOS를 통해 트래핑되고 SMM에서 에뮬레이션되어 운영 체제, 드라이버 및 애플리케이션에 대해 투명하게 실행될 수 있다.

## 미디어 GX
- 제조 공정: 0.4 μm
- 캐시: L1 16 KB 통합
- 코어 속도: 120, 133, 150 MHz
- 버스 속도: 33 MHz

## 미디어 GXi

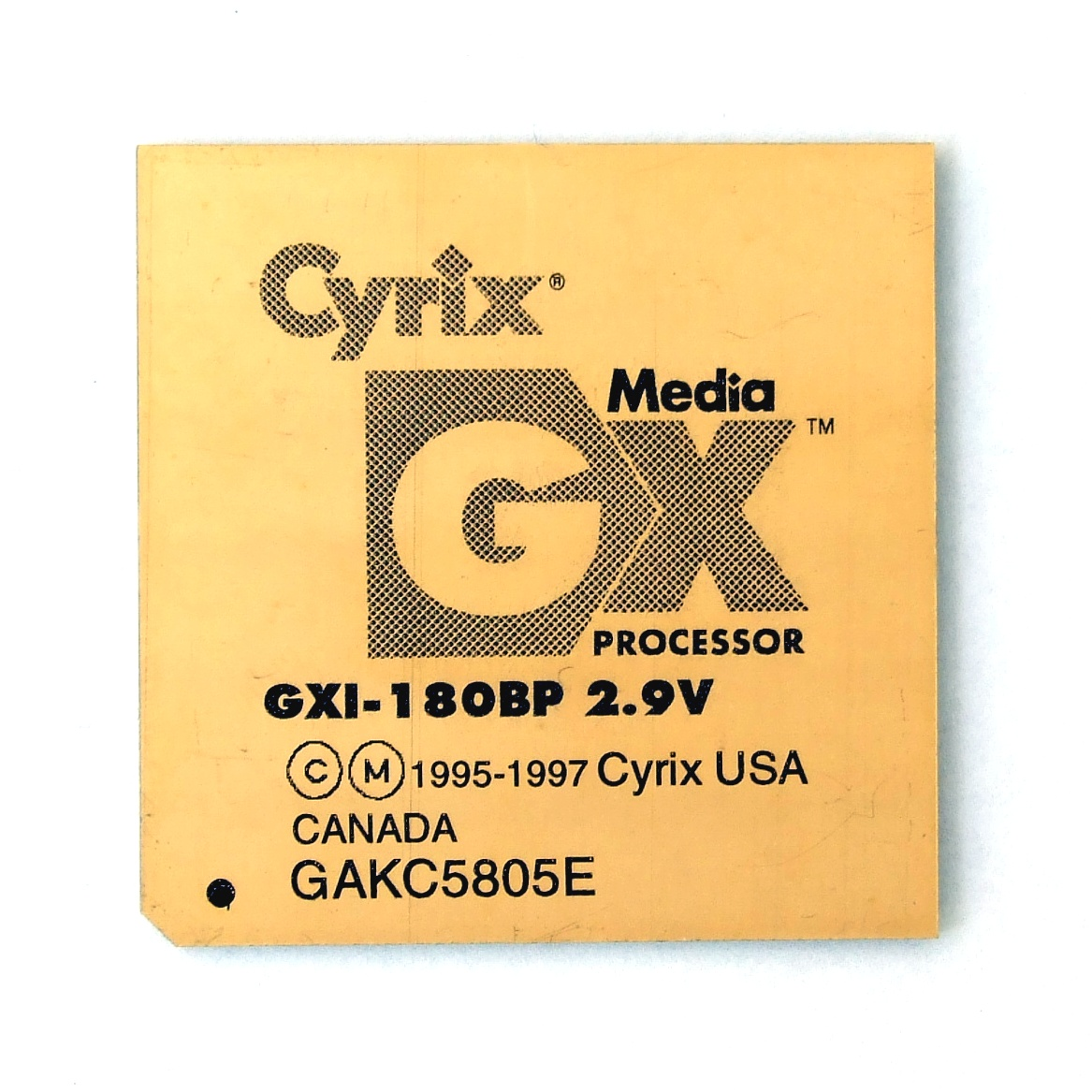
사이릭스 미디어GXi, 180 MHz, BGA.

사이릭스 미디어GXi는 미디어GX의 개선 버전이다.
- 제조 공정: 0.35 μm
- 캐시: L1 16 KB 통합
- 코어 속도: 120, 133, 150, 166, 180 MHz

## 미디어GXm

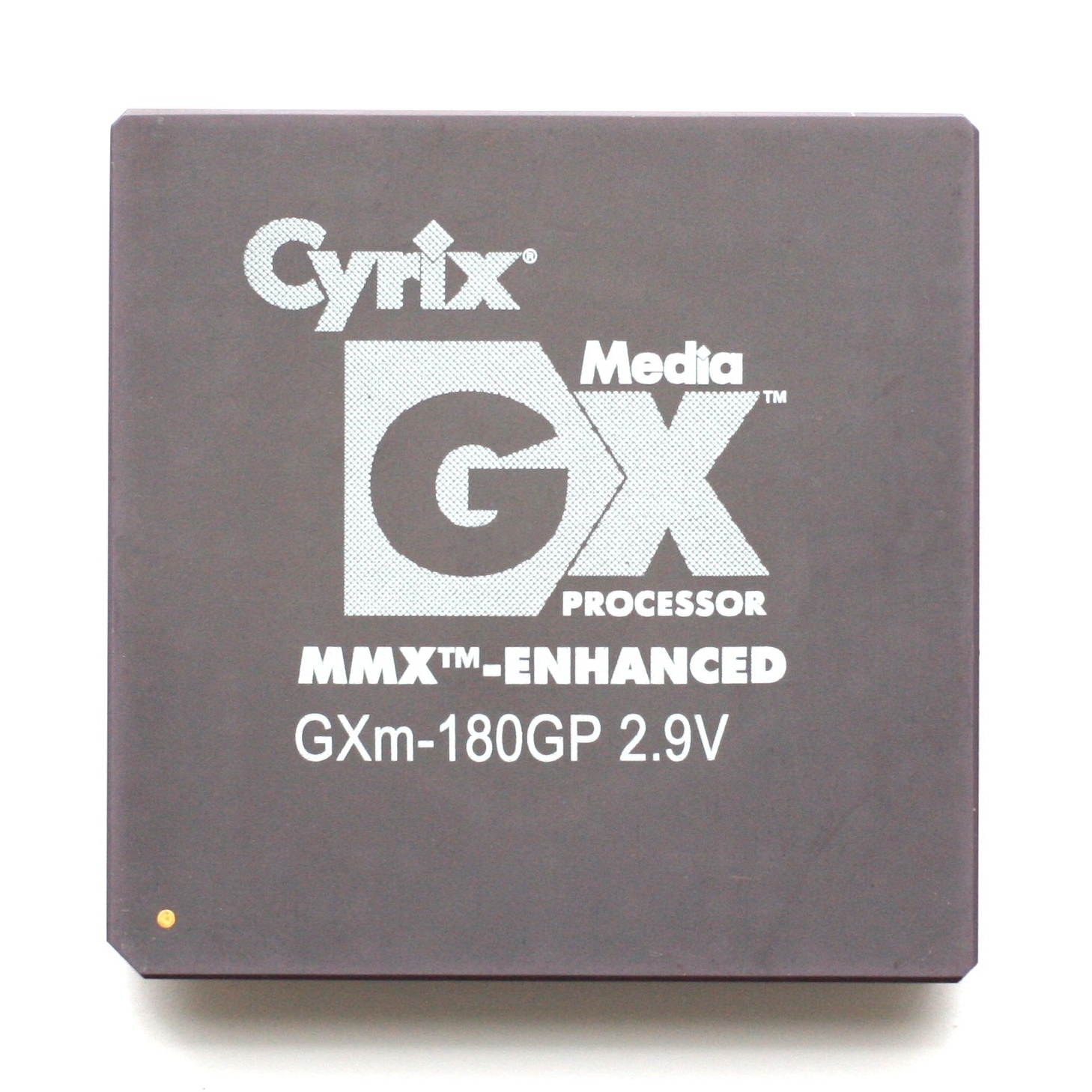
사이릭스 미디어GXm

미디어GXm은 MMX 확장 명령어 집합이 구현된 개선된 미디어GX이다.
- 제조 공정: 0.35 μm 4층 금속 CMOS 공정
- 코어 속도: 180–266 MHz
- 버스 속도: 33 MHz
- 캐시:
  - L1 캐시 크기 16 KB write-back 4방향 연관 통합 I/D 캐시.
  - 또는 SMM 및 그래픽용 12KB 통합 L1 캐시 및 4K 스크래치패드.
- 통합 주변 장치:
  - PCI 컨트롤러
  - 디스플레이 컨트롤러 및 2D 그래픽 가속기
  - 하드웨어 MPEG-1 전체 화면 비디오 재생 지원
  - 16비트 오디오 서브시스템 사운드 블라스터 16/Pro 호환
  - 64비트 SDRAM 컨트롤러
- V 코어: 2.9 V
- V I/O: 3.3 V
- 패키지: 320핀 세라믹 PGA; 352볼 BGA
- 시스템 칩셋: Cx5520 352핀 BGA

내셔널 세미컨덕터는 이 프로세서를 지오드 GXM이라는 이름으로 제공했다.

## 단점
미디어GX 플랫폼은 이 시기 마더보드 설계에서 일반적인 외부 레벨 2 캐시 메모리 지원을 제공하지 않는다. 모든 캐시는 프로세서 다이에 있어야 한다.
미디어GX 프로세서는 프로세서와 동반 칩셋 간의 긴밀한 통합으로 인해 동일 모델의 프로세서용으로 특별히 설계된 마더보드에서만 실행할 수 있다.
그래픽, 사운드 및 PCI 버스는 긴밀한 통합으로 인해 프로세서 클럭과 동일한 속도로 실행되었다. 이로 인해 프로세서는 실제 정격 속도보다 훨씬 느리게 보였다. 그러나 그래픽 시스템은 메인 시스템 메모리를 사용하여 이 플랫폼 시장에서 기본 시스템 및 임베디드 컨트롤러에 상당한 비용 절감을 제공할 수 있다.

## 같이 보기
- 사이릭스
- 사이릭스 Cx5x86
- 내셔널 세미컨덕터
- 지오드
- AMD